# 김계행
김계행(金係行, 1431년 2월 6일 ~ 1517년 12월 17일)은 조선의 문신이다. 본관은 안동(安東), 자는 취사(取斯), 호는 보백당(寶白堂), 시호는 정헌(定獻)이다. 부친은 비안현감(比安縣監) 김삼근(金三近)이고 모친은 안동김씨(安東金氏=상락김씨) 삭영감무(朔寧監務) 김전(金腆)의 딸이다. 보백당의 재취인 의령남씨의 부친은 쌍청헌 남상치(南尙致)공이며 막내 따님이시다. 쌍청공은 사헌부지평 및 사헌부장령을 역임하였으며 도덕과 문장이 뛰어났다. 계유정난때 안동으로 낙향하시어 길안 거묵역(거묵동,묵촌,묵계)에 쌍청헌이란 정자를 짓고 후일 보백당에게 재산을 물려주면서 내외묘사를 당부했다. 남상치(南尙致)공의 조부는 의성군에 봉해지고 정당문학 진현관 대제학을 엮임한 보리공신 양정공 남좌시(南佐時)이며 부친은 좌명원종공신 상호군 남심(南深)이다.

## 생애
김계행은 안동부 풍산현 불정촌(현 경상북도 안동시 풍산읍 하리리)에서 2남3녀중 둘째아들로 태어나 어려서부터 배움에 자질을 보였다. 5세 때부터 글공부를 시작하여 일찍이 아버지로부터 “가까운 장래에 반드시 우리 집안을 일으켜 세울 재목이니, 학문은 염려할 바가 아니다.”라는 칭찬을 받았다. 10세에 정식으로 배움의 길에 들었는데, 이미 글의 뜻에 통달하였고, 누구의 독려를 기다리지 않고도 부지런히 송독하였다.
12세 무렵에는 독서를 즐겨 책이 손에서 떠날 날이 없었으며, 1444년 14세 되던 해 부친(김삼근)이 비안현감으로 부임하자, 함께 따라가 그곳 향교에서 수업을 받기도 하였다.
1447년(세종29년) 17세에 식년시 2등 15위로 진사(進士)가 되고 성균관(成均館)에 입학하여 김종직(金宗直)과 교유하였다. 성주 향학교수(鄕學敎授)시절 조카인 학조대사(學祖大師,1432~1514)가 성주에 들러 중부(仲父=숙부)에게 인사나 올리고 가려고 하였다. 당시 학조대사는 세조때부터 국사(國師)로 있었는데 정희왕후로부터 각별한 신임을 받고 있었다. 성주수령(星州守領)이 통인(通人)을 시켜 선생을 관아로 불렀으나 가지 아니하고 장조카인 학조가 찾아와 인사를 하게 하였다. 그때 중부(仲父)의 관직을 상부에 청탁하여 승차하도록 하겠다고 하자 공은 크게 노하여 회초리로 다스리며 "내 관직이 승차한들 무슨 얼굴로 세상사람을 대할 것이며 또 다음에 조상을 어떻게 뵈올 것이냐? 본래 그런 생각은 하지도 말라"고 타이르고 다시는 대사(大師)를 만나지 않았다. 선생의 심기가 얼마나 올곧은지 짐작할 대목이다.
그 후 충주의 향학교수(鄕學敎授)를 지내고, 1480년(성종11년) 식년문과에 병과(丙科)21위로 급제하였는데 나이가 고려되어 정6품직인 종부시 주부(宗簿寺 主簿)에 제수되고 이어서 사헌부감찰에 제수되었다. 그러나 강직한 성격이 조정에서 받아들여지지 않아, 1482년 52세 되던 해 외직인 고령현감으로 나아갔다. 고령현감(高靈縣監)으로 있으면서 정사를 돌볼 때는 엄숙히 하고 백성을 돌볼 때는 자애로웠다. 항상 청렴과 근신하는 태도를 지키며 매사에 신속하게 업무를 처리해 나갔는데, 그 결과 몇 달이 지나지 않아 교화가 이루어지고 기강이 바로 서 관민 모두가 감히 법을 어기지 못하였다. 다시 내직으로 들어와 홍문관 부수찬(副修撰) 등을 역임하였으며, 이후 삼사(三司)의 요직인 사간원(司諫院) 대사간(大司諫), 성균관(成均館) 대사성(大司成)을 두루 지내며 간쟁업무에 힘썼다.
벼슬길에 있으면서 조정이나 왕실의 병폐에 대해서는 직간을 서슴지 않았고, 또 그 일로 여러 차례 사직과 복직을 반복하였다. 김계행의 이런 강직함은 그가 지낸 관직만 일별하더라도 금방 드러나는데, 홍문관의 경우 부수찬(副修撰), 부교리(副校理), 교리(校理), 응교(應敎), 전한(典翰) 그리고 부제학(副提學)을 지냈고, 사간원(司諫院)에서는 정언(正言), 헌납(獻納), 사간(司諫), 대사간(大司諫)을 차례로 역임하였으며, 사헌부 장령(司憲府 掌令)과 승정원 동부승지(同副承旨) 및 도승지(都承旨), 그리고 성균관(成均館) 대사성(大司成) 등 요직을 두로 섭렵하였다. 1492년 2월 승정원 동부승지, 같은해 4월 이조참의, 같은해 6월 성균관 대사성과 사간원 대사간, 같은해 9월 홍문관 부제학, 1495년 5월 승정원 도승지, 1496년 사간원 대사간, 1498년 7월 사간원 대사간, 1499년 1월 첨지중추부사, 같은해 8월 성균관 대사성 이조참의 그리고 종2품인 사헌부 대사헌에 각각 제수되었다.
1498년(연산군4년) 연산군 초기 어지러운 국정을 바로 잡을 것을 몇 번 간하였으나 받아들여지지 않자 낙향하여 풍산 사제(笥提)에 있는 집 곁에 서재를 짓고 ‘보백당(寶白堂)’이라는 편액을 걸었다. 보백당이라는 이름은 "우리 집에는 아무런 보배가 없으니, 오직 청백의 마음가짐만이 보배일 뿐이다.[吾家無寶物, 寶物唯淸白]"라고 한 자신의 시구에서 따온것이다.
김계행은 또 1461년 31세 되던 해에 안동부 길안(吉安) 묵계(黙溪) (현 경상북도 안동시 길안면 묵계리)에 별도의 생활 근거를 마련하고 만년의 휴식처로 삼고자 하였는데, 특히 1501년 71세 되던 해 송암(松巖)의 폭포 위에 지은 만휴정(晩休亭)은 "만년에 휴식을 취하다."는 이름 그대로 벼슬에서 완전히 물러난 후 은거하면서 자연을 벗삼던 장소였다. 
보백당는 첫째부인 이천서씨를 23세에 사별한후 24세때 의령남씨 사헌부장령 남상치의 차녀와 재혼하였다. 쌍청공 남상치는 1453년 계유정난으로 단종이 폐위되자 길안 묵계로 낙향하여 쌍청헌(雙淸軒)을 짓고 은일의 삶을 살았다. 장인의 묵계 쌍청헌 정자를 보백당이 71세때 중수하고 '늦께 얻은 휴식' 만휴정이라 불렀다. 쌍청이란 '맑은것 두가지' 즉 맑은 바람과 밝은 달을 의미한다. 보백당의 묵계 이거(移居)는 처가 장인의 영향이 큰것으로 짐작된다. 31세때 이미 거묵동(묵촌,묵계)의 아름다운 경치에 매료되어 땅과 집을 마련하고 금산촌(소산)과 묵계를 오가며 생활하다 은퇴후 완전히 정착한것으로 보인다. 보백당에게 있어 묵계는 일찍이 만년을 위해 준비된 땅이었던 것이다.
사림파의 영수인 점필재(佔畢齋) 김종직(金宗直)과 평생에 걸쳐 교유하였는데, 이 인연으로 1498년 무오사화(戊午士禍) 때 어세겸(魚世謙), 성희증(成希曾) 등 10명과 함께 의금부(義禁府)에 갇혔다가 장형을 치르고 풀려났다. 1506년 76세 되던 해 고향에서 자신이 섬겼던 연산군이 폐위되었다는 소식을 들었는데, 종묘사직의 대계(大計)를 위해서는 불가피한 일임을 잘 알지만 그래도 10여년을 섬겨온 신하로서 어찌 슬프지 않겠느냐며 인간적인 고뇌를 토로하였다.
1517년(중종12년) 12월 17일 세상을 떠나니 천수87세였다. 1706년(숙종32년) 지방유생들이 그의 덕망을 추모하여 안동(安東) 길안(吉安) 묵계(黙溪)에 묵계서원(黙溪書院)을 짓고 향사하였다. 1859년(철종10년)에 이조판서(吏曹判書) 대제학(大提學)에 추증되었고 시호(諡號)는 정헌(定獻)인데 1868년(고종5년) 3월 12일 시호가 문헌(文獻)으로 추증되었다. 문집으로 『보백당선생실기(寶白堂先生實記)』 4권 2책이 있다. 1732년(영조8년) 초간이 이루어졌으며, 1901년(광무5년) 중간되었다.
묘소는 경북 예천군 호명면 직산리 피실골에 있으며, 묘표(墓表)는 외손 영의정 서애 유성룡(柳成龍)이 기(記)하고, 외현손 직장(直長) 박수근(朴守謹)이 썼다. 그 후 비석이 상하고 묻혀 11대손 김이선(金履善)이 쓰고 외후예(外後裔) 이장우(李章瑀)가 다시 써서 세웠다.
보백당 김계행선생은 조선 전기 영남 유림에 몇 안되는 중량급 인사였다. 영남 지방의 거장 김종직(金宗直)과 동갑내기로 함께 영남 유림을 이끌며 도덕과 학문으로 사귀었다. 조정으로 나아가서 성종을 보필하며 명관으로 조야에 성망이 높았다. 특히 영의정 인재(仁齋) 성희안(成希顔)과 교분이 두터웠다. 성희안은 숭유정책의 신진사류로서 임금이 많은 자문을 구할 만큼 학문이 깊었으며, 1506년 진성대군을 옹립, 중종반정의 거사를 성공시킨 1등 공신에 영의정을 지낸 인물이다. 보백당 김계행은 대사간(大司諫)을 지내며 강직하기로 유명하여 성희안(成希顔), 성희증(成希曾) 형제가 경외하는 마음의 친구였다. 한편 김계행은 흔히 장동김씨로 불리는 (新)안동김씨 청음 김상헌의 조부 김생해(金生海)가문의 여명기에 안동김씨의 문호를 연 중흥 시조나 다름없었다. 조선조 전기 안동김씨 초기에 가문을 이끌던 원로급 문장으로 군림하였다. 보백당은 "청백"의 표상이다. 그 기상이 푸르고 성품이 깨끗했으며 푸르기가 청옥 같고 깨끗하기가 백옥을 닮았다. 절개가 얼음과 같이 쨍쨍했다. 서예 유성룡이 "보백당은 강직한 분"이라 칭송했다. 보백당은 아들 다섯을 두었다. 맏이는 참봉, 둘째는 진사, 세째는 생원, 다섯째는 군수로 아버지가 물려준 가보 "청백"을 지키며 사랑했다. 맏딸은 상주 함창(이안) 찰방 박눌(朴訥)에게 시집을 가서 아들 다섯을 낳아 모두 문과에 급제를 시켰다. 맏아들 박거린(朴巨鱗)은 1504년(연산10)에 급제해 금산군수 사헌부장령을 지냈고, 둘째 박형린(朴亨鱗)은 1516년(중종11)에 급제해 충주목사 이조참의, 셋째 박홍린(朴洪鱗)은 1522년(중종17)에 급제해 도승지 대사헌 예조참판, 넷째 박붕린(朴鵬鱗)은 1533년(중종28)에 급제해 한림, 세자시강원 설서, 다섯째 박종린(朴從鱗)은 1532년(중종27)에 급제해 이조정랑을 지내 5형제(향오린,鄕五鱗) 모두를 나라의 기둥으로 성장시켰다. 향오린(鄕五鱗)중에서 막내아들 박종린의 후손들이 문한으로 예천을 떠들석하게 했다. 문집이나 유고가 있는 선비가 약 40-50명이 나왔다. 의병장 박주대도 여기 출신이다. 둘째딸은 안동 하회 유자온(柳子溫)에게 시집을 갔다. 외증손 입암 유중영(柳仲郢)을 키워 예조참의 승지 황해도관찰사가 되었고, 외현손 겸암 유운룡(柳雲龍)과 서애 유성룡(柳成龍)은 태어나는 것을 보지 못하고 세상을 떠났다.

## 가족관계
- 증조부:전농정 김득우(金得雨) - 서운정 유개(柳開, 유성룡의7대조부)의 사위이며, 창평현령 유난옥(柳蘭玉, 유성룡의8대조부)의 손녀사위
- 조부: 봉례랑 김혁(金革) - 감찰규정 권희정(權希正)의 사위로 우의정 권진(權軫)과 처남매부간
- 부:봉화현감 비안현감 김삼근(金三近)
- 형님:한성부판관 김계권(金係權) - 이조판서 예문관대제학 제평공 권맹손의 사위
  - (아들)김극인-영릉참봉
  - (아들)김극의-진사
  - (아들)김극예-생원
  - (아들)김극지-1490년 21세때요절
  - (아들)김극신-무과 문천군수
  - (1녀) 창락도찰방 증병조참판 행정(杏亭)박눌(朴訥,1448~1528)
  - (2녀) 진사 증판서 유자온(柳子溫,1453~1502) - 서애 유성룡의 증조부
  - (3녀) 상장군 남한(南漢)
  - (맏조카)세조~연산군 국사(國師) 등곡,황악산인 학조(學祖) 김영형(金永衡)
  - (둘째조카)사헌부감찰 합천군수 김영전(金永銓)
  - (세째조카)진사 봉사 김영균(金永鈞)
  - (네째조카)합천군수 수원부사 김영추(金永錘)
  - (다섯째조카)사헌부장령 김영수(金永銖)
    - 종손자:동부승지 강원도관찰사 삼당 김영(金瑛)
    - 종손자:시강원 문학 평양서윤 증이판 김번(金璠)
    - 종손자:찰방 형조좌랑 수군절도사 김순(金珣)
      - 종증손자:신천군수 증좌찬성 김생해(金生海) - 성종의 아들 경명군 이침의 사위
        - 종현손:삼가현감 증영상 김대효(金大孝)
        - 종현손:군기시정 증이판 김원효(金元孝)
        - 증현손:돈녕부도정 증영상 사미옹 김극효(金克孝) - 좌의정 임당 정유길의 사위
        - 증현손:거창현감 회인현감 김기보(金箕報)
        - 증현손:원주목사 김성보(金星報)